# محمد فيض الله
محمد فيض الله بن هداية علي الإسلام آبادي (1890–1976)، المعروف باسم المفتي فيض الله (بالبنغالية: মুফতি ফয়জুল্লাহ)‏، هو باحث إسلامي بنغالي ومفتي وشاعر ومربي، كان من بين الطلاب الأوائل الذين درسوا في دار العلوم هاثازاري، وكان من خريجي دار العلوم ديوبند، شغل منصب مفتي دار العلوم هاثازاري، ألف أكثر من 100 كتاب باللغات العربية والفارسية والأردية.

## أعماله الأدبية

### العربية
- فيض الكلام
- هداية العباد
- رافع الإشكالات
- تعليم المبتدئ
- إظهار المنكرات
- توجيه البيان
- إزالة الخبط
- ترغيب الأمة إلى تحسين النية
- إظهار الاختلال في مسئلة الهلال
- القول السديد في حكم الأهوال والمواعيظ
- الفلاح فيما يتعلق بالنكاح

### الفارسية
- بند نامه خاکی
- مثنوي خاکی
- إرشاد الأمة
- منظومات مختصرة
- قند خاکی
- مثنوي دلپذیر
- الفيصلة الجارية في أوقاف المدارس
- حفظ الإيمان
- منكرات القبور
- دفع الوساوس في أوقاف المدارس
- الحق الصريح في مسلك الصحيح
- دفع الإعتساف في أحكام الاعتكاف
- إظهار خيال
- شومي معاصي
- الرسالة المنظومة على فطرة النيجرية

### الأردية
- شرح بوستان
- شرح گلستان
- حاشية عطار

## وفاته
توفي فيض الله عام 1396 هـ (1976 م) ودفن أمام منزله.